# Tân Xương
Tân Xương (chữ Hán giản thể: 新昌县) là một huyện thuộc địa cấp thị Thiệu Hưng, tỉnh Chiết Giang, Cộng hoà Nhân dân Trung Hoa. Huyện này có diện tích 1213 km2, dân số năm 2001 là 440.000 người. Về mặt hành chính, huyện này được chia thành 9 trấn và 7 hương. Mã số bưu chính của huyện là 312500, mã vùng điện thoại là 0575. Huyện này có chùa Đại Phật.

## Khí hậu
| Dữ liệu khí hậu của Tân Xương, elevation 115 m (377 ft), (1991–2020 normals, extremes 1981–present) | Dữ liệu khí hậu của Tân Xương, elevation 115 m (377 ft), (1991–2020 normals, extremes 1981–present) | Dữ liệu khí hậu của Tân Xương, elevation 115 m (377 ft), (1991–2020 normals, extremes 1981–present) | Dữ liệu khí hậu của Tân Xương, elevation 115 m (377 ft), (1991–2020 normals, extremes 1981–present) | Dữ liệu khí hậu của Tân Xương, elevation 115 m (377 ft), (1991–2020 normals, extremes 1981–present) | Dữ liệu khí hậu của Tân Xương, elevation 115 m (377 ft), (1991–2020 normals, extremes 1981–present) | Dữ liệu khí hậu của Tân Xương, elevation 115 m (377 ft), (1991–2020 normals, extremes 1981–present) | Dữ liệu khí hậu của Tân Xương, elevation 115 m (377 ft), (1991–2020 normals, extremes 1981–present) | Dữ liệu khí hậu của Tân Xương, elevation 115 m (377 ft), (1991–2020 normals, extremes 1981–present) | Dữ liệu khí hậu của Tân Xương, elevation 115 m (377 ft), (1991–2020 normals, extremes 1981–present) | Dữ liệu khí hậu của Tân Xương, elevation 115 m (377 ft), (1991–2020 normals, extremes 1981–present) | Dữ liệu khí hậu của Tân Xương, elevation 115 m (377 ft), (1991–2020 normals, extremes 1981–present) | Dữ liệu khí hậu của Tân Xương, elevation 115 m (377 ft), (1991–2020 normals, extremes 1981–present) | Dữ liệu khí hậu của Tân Xương, elevation 115 m (377 ft), (1991–2020 normals, extremes 1981–present) |
| Tháng                                                                                               | 1                                                                                                   | 2                                                                                                   | 3                                                                                                   | 4                                                                                                   | 5                                                                                                   | 6                                                                                                   | 7                                                                                                   | 8                                                                                                   | 9                                                                                                   | 10                                                                                                  | 11                                                                                                  | 12                                                                                                  | Năm                                                                                                 |
| --------------------------------------------------------------------------------------------------- | --------------------------------------------------------------------------------------------------- | --------------------------------------------------------------------------------------------------- | --------------------------------------------------------------------------------------------------- | --------------------------------------------------------------------------------------------------- | --------------------------------------------------------------------------------------------------- | --------------------------------------------------------------------------------------------------- | --------------------------------------------------------------------------------------------------- | --------------------------------------------------------------------------------------------------- | --------------------------------------------------------------------------------------------------- | --------------------------------------------------------------------------------------------------- | --------------------------------------------------------------------------------------------------- | --------------------------------------------------------------------------------------------------- | --------------------------------------------------------------------------------------------------- |
| Cao kỉ lục °C (°F)                                                                                  | 25.3 (77.5)                                                                                         | 29.5 (85.1)                                                                                         | 34.7 (94.5)                                                                                         | 35.0 (95.0)                                                                                         | 37.0 (98.6)                                                                                         | 38.3 (100.9)                                                                                        | 41.8 (107.2)                                                                                        | 42.8 (109.0)                                                                                        | 40.3 (104.5)                                                                                        | 35.7 (96.3)                                                                                         | 32.5 (90.5)                                                                                         | 27.0 (80.6)                                                                                         | 42.8 (109.0)                                                                                        |
| Trung bình ngày tối đa °C (°F)                                                                      | 9.5 (49.1)                                                                                          | 12.3 (54.1)                                                                                         | 16.7 (62.1)                                                                                         | 22.9 (73.2)                                                                                         | 27.2 (81.0)                                                                                         | 29.6 (85.3)                                                                                         | 34.5 (94.1)                                                                                         | 33.7 (92.7)                                                                                         | 28.8 (83.8)                                                                                         | 23.9 (75.0)                                                                                         | 18.3 (64.9)                                                                                         | 12.0 (53.6)                                                                                         | 22.5 (72.4)                                                                                         |
| Trung bình ngày °C (°F)                                                                             | 5.0 (41.0)                                                                                          | 7.1 (44.8)                                                                                          | 11.1 (52.0)                                                                                         | 16.8 (62.2)                                                                                         | 21.5 (70.7)                                                                                         | 24.7 (76.5)                                                                                         | 29.0 (84.2)                                                                                         | 28.2 (82.8)                                                                                         | 23.9 (75.0)                                                                                         | 18.6 (65.5)                                                                                         | 13.1 (55.6)                                                                                         | 7.1 (44.8)                                                                                          | 17.2 (62.9)                                                                                         |
| Tối thiểu trung bình ngày °C (°F)                                                                   | 1.8 (35.2)                                                                                          | 3.5 (38.3)                                                                                          | 7.1 (44.8)                                                                                          | 12.1 (53.8)                                                                                         | 17.1 (62.8)                                                                                         | 21.2 (70.2)                                                                                         | 24.8 (76.6)                                                                                         | 24.4 (75.9)                                                                                         | 20.5 (68.9)                                                                                         | 14.8 (58.6)                                                                                         | 9.4 (48.9)                                                                                          | 3.5 (38.3)                                                                                          | 13.4 (56.0)                                                                                         |
| Thấp kỉ lục °C (°F)                                                                                 | −7.5 (18.5)                                                                                         | −6.4 (20.5)                                                                                         | −3.8 (25.2)                                                                                         | 0.3 (32.5)                                                                                          | 7.2 (45.0)                                                                                          | 11.2 (52.2)                                                                                         | 17.5 (63.5)                                                                                         | 17.8 (64.0)                                                                                         | 11.5 (52.7)                                                                                         | 2.2 (36.0)                                                                                          | −3.5 (25.7)                                                                                         | −11.6 (11.1)                                                                                        | −11.6 (11.1)                                                                                        |
| Lượng Giáng thủy trung bình mm (inches)                                                             | 74.9 (2.95)                                                                                         | 75.7 (2.98)                                                                                         | 128.7 (5.07)                                                                                        | 118.8 (4.68)                                                                                        | 136.6 (5.38)                                                                                        | 250.2 (9.85)                                                                                        | 128.0 (5.04)                                                                                        | 194.7 (7.67)                                                                                        | 122.2 (4.81)                                                                                        | 63.5 (2.50)                                                                                         | 67.2 (2.65)                                                                                         | 62.2 (2.45)                                                                                         | 1.422,7 (56.03)                                                                                     |
| Số ngày giáng thủy trung bình (≥ 0.1 mm)                                                            | 12.9                                                                                                | 12.6                                                                                                | 15.9                                                                                                | 14.7                                                                                                | 14.9                                                                                                | 17.3                                                                                                | 12.0                                                                                                | 15.0                                                                                                | 12.8                                                                                                | 8.0                                                                                                 | 10.7                                                                                                | 10.6                                                                                                | 157.4                                                                                               |
| Số ngày tuyết rơi trung bình                                                                        | 3.9                                                                                                 | 2.5                                                                                                 | 0.6                                                                                                 | 0                                                                                                   | 0                                                                                                   | 0                                                                                                   | 0                                                                                                   | 0                                                                                                   | 0                                                                                                   | 0                                                                                                   | 0.1                                                                                                 | 1.4                                                                                                 | 8.5                                                                                                 |
| Độ ẩm tương đối trung bình (%)                                                                      | 77                                                                                                  | 75                                                                                                  | 74                                                                                                  | 72                                                                                                  | 74                                                                                                  | 80                                                                                                  | 74                                                                                                  | 77                                                                                                  | 80                                                                                                  | 77                                                                                                  | 78                                                                                                  | 75                                                                                                  | 76                                                                                                  |
| Số giờ nắng trung bình tháng                                                                        | 101.7                                                                                               | 105.3                                                                                               | 123.5                                                                                               | 151.2                                                                                               | 164.2                                                                                               | 134.4                                                                                               | 232.3                                                                                               | 208.8                                                                                               | 154.0                                                                                               | 153.9                                                                                               | 119.5                                                                                               | 118.6                                                                                               | 1.767,4                                                                                             |
| Phần trăm nắng có thể                                                                               | 31                                                                                                  | 33                                                                                                  | 33                                                                                                  | 39                                                                                                  | 39                                                                                                  | 32                                                                                                  | 54                                                                                                  | 51                                                                                                  | 42                                                                                                  | 44                                                                                                  | 38                                                                                                  | 37                                                                                                  | 39                                                                                                  |
| Nguồn: China Meteorological Administration                                                          | | | | | | | | | | | | | |